# Lucien od Monaka
Lucien (Monako, oko 1487. – Monako, 22. kolovoza 1523.), monegaški gospodar od 1505. do svoje smrti, iz dinastije Grimaldi. Tijekom njegove vladavine nastavio se uspon i razvoj Monaka, koji se očitovao i u teritorijalnom proširenju države.

## Životopis
Rodio se kao najmlađe dijete u obitelji monegaškog gospodara Lamberta († 1494.) i monegaške nasljednice Claudine († 1515.). Budući da njegov stariji brat, Ivan II. nije imao muške djece u braku s Antonijom Savojskom, Lucien je bio određen za njegova nasljednika.
U nerazjašnjenim okolnostima, u noći s 10. na 11. listopada 1505. godine, Lucien je ubio svog brata u rezidenciji u Mentonu, nakon čega je bio ustoličen kao novi gospodar Monaka. Sljedeće godine, Genova je napala Monako s 14.000 vojnika, kako bi ga preotela obitelji Grimaldi te je izvršila opsadu grada. Lucien je organizirao obranu grada te je uz pomoć francuskih trupa porazio Đenovežane i prekinuo višemjesečnu opsadu Monegaške stijene. Pobjeda u tom sukobu podigla mu je ugled među europskim vladarima i omogućila daljnje jačanje i razvoj Monaka.
Napad na Monako, upozorio je francuskog kralja Luja XII. (1498. – 1515.) da mora pod svaku cijenu održati savezništvo s Monako, kako ne bi bila ugrožena južna francuska granica. Istovremeno je i španjolski kralj Ferdinand II. Aragonski (1479. – 1516.) želio osigurarti svoj utjecaj nad Monakom, što je izazvalo sukob između Kraljevine Francuske i Španjolske.
Godine 1512. Lucien je izvojevao pravo da kuje vlastiti novac, što je bio još jedan dobitak na račun monegaške neovisnosti.
Dana 25. rujna 1514 oženio je Jeanne de Pontevès-Cabanes, s kojom je imao petero djece: Francesca, Claudine, Lamberta, Rainiera i Honorija.
Dana 22. kolovoza 1523. godine, Lucienov nećak Bartolomeo Doria organizirao je njegov atentat kako bi zauzeo Monako i predao ga Genovi. Atentat je uspio i Lucien je bio ubijem, ali je u to vrijeme došao iz Cannesa Lucienov brat, biskup Augustin Grimaldi i preuzeo obranu Monaka. Lucienovi ubojice su uzeli Lucienovu suprugu Jeanne i sina Honorija za taoce te ih je Augustin morao pustiti da pobjegnu, ali je barem osujetio njihov plan osvajanja Monaka. Budući da je Lucienov sin i nasljednik Honorije imao svega devet mjeseci u trenutku očeve smrti, regentstvo nad Monakom preuzeo je biskup Augustin Grimaldi.

## Vanjske poveznice
- Lucien Grimaldi, gospodar Monaka – madmonaco.blogspot.com (engl.)
- Lucien i Augustin, braća Grimaldi: Strategija i junaštvo u službi Monaka – hellomonaco.com (engl.)

| Prethodnik:              | Gospodar Monaka (1505. – 1523.) | Nasljednik:                 |
| Ivan II. (1494. – 1505.) | Gospodar Monaka (1505. – 1523.) | Honorije I. (1523. – 1581.) |